# مولاي علي بن راشد
أبو الحسن علي بن راشد العلمي هو مؤسس مدينة شفشاون المغربية. كان شريفا من سلالة الأدارسة من نسل العالم الصوفي عبد السلام بن مشيش وهو كان كذلك والد السيدة الحرة وهي حاكمة تطوان.
أسس مدينة شفشاون عام 1471 كقاعدة ليشن منها هجمات على البرتغاليين الذين غزوا مدينة سبتة واحتلوها في 1415.